# Bohuslav Laštovička
Bohuslav Laštovička (* 29. April 1905 in Pelhřimov, Böhmen; † 30. März 1981) war ein tschechoslowakischer Journalist und Politiker der Kommunistischen Partei der Tschechoslowakei (Komunistická strana Československa).

## Leben

### Offizier und Journalist
Nach dem Schulbesuch trat er in die Armee ein und wurde nach Beendigung der Militärakademie Offizier. 1930 wurde er zunächst Mitglied des Kommunistischen Jugendverbandes (ČSM) und trat anschließend 1931 der Komunistická strana Československa (KSČ) bei. Im Anschluss nahm er eine Tätigkeit als Journalist auf und war zunächst zwischen 1934 und 1935 Redakteur der Parteizeitung Rudé právo, ehe er daraufhin Redakteur der Parteizeitung in Ostrava wurde.
Zwischen 1936 und 1937 war Laštovička Sekretär für Organisation der KSČ im Landkreis Prag und nahm anschließend als Kommandeur der Flugabwehrbatterie Klement Gottwald von 1937 bis 1939 am Spanischen Bürgerkrieg teil. Während des Zweiten Weltkrieges befand er sich im Exil in London und war dort Leiter der Kulturkommission des Parteivorstandes der KSČ.

### Spitzenfunktionär der KSČ und Prager Frühling
Nach dem Ende des Zweiten Weltkrieges kehrte er in die Tschechoslowakei zurück, wo er zunächst für kurze Zeit wieder Redakteur der Parteizeitung Rudé právo war und dann im Anschluss von 1945 bis 1948 Generaldirektor des Tschechoslowakischen Rundfunks (Československý rozhlas). Zugleich wurde er 1946 Mitglied des Zentralkomitees (ZK) der KSČ.
Nach dem Februarumsturz, der zur Machtübernahme der Kommunistischen Partei führte, war er zwischen Juni 1948 und Mai 1950 Botschafter in der Sowjetunion und wurde zusätzlich auch Vize-Verteidigungsminister. Im Zuge der politischen Säuberungen während des Prozesses gegen Rudolf Slánský fiel er Anfang 1952 in Ungnade, verlor seine Ämter als Vize-Verteidigungsminister und Mitglied des ZK und wurde bis 1957 zum Mitarbeiter im Ministerium für Hüttenindustrie degradiert. Danach arbeitete er wieder als Journalist und wurde Redakteur der Zeitschrift Nová mysl (Neue Idee).
Am 23. Juni 1964 wurde er als Nachfolger von Zdeněk Fierlinger Präsident der Nationalversammlung (Národní shromáždění) und behielt dieses Amt bis zu seiner Ablösung durch Josef Smrkovský während des Prager Frühlings am 18. April 1968. Darüber hinaus wurde er nicht nur wieder Mitglied des ZK, sondern auch am 5. März 1964 des Politbüros der KSČ.
Im Dezember 1967, kurz vor Beginn des Prager Frühlings, gehörte Laštovička im Politbüro neben Otakar Šimůnek, Michal Chudík und Jozef Lenárt zu den Unterstützern des konservativen Ersten Sekretärs der KSČ und Staatspräsidenten Antonín Novotný, während zu Novotnýs liberalen Gegnern Alexander Dubček, Oldřich Černík, Drahomír Kolder, Jiří Hendrych und Jaromír Dolanský zählten, wobei Kolder später zu den stärksten Befürwortern der Niederschlagung des Prager Frühlings zählte und Mitunterzeichner des sogenannten Einladungsbriefes war, in dem führende tschechoslowakische Politiker die Sowjetunion um Hilfe baten. Im Politbüro entstand somit eine „Pattsituation“.
Am 5. April 1968 verlor er schließlich seine Funktion als Mitglied des Politbüros und dreizehn Tage später sein Amt als Parlamentspräsident.
Nach der Niederschlagung des Prager Frühlings wurde er Mitglied der Bundesversammlung (Federální shromáždění), des neuen Parlaments der Tschechoslowakei.

## Veröffentlichungen
Über seine Erlebnisse während der Zeit im Londoner Exil während des Zweiten Weltkrieges verfasste er die Bücher V Londýně za války (1961) sowie V Londone vo vremia voǐny (1966).